# Amatrice
Amatrice település Közép-Olaszországban, az Appenninekben, Lazio régió Rieti megyéjében. Lakosainak száma 2251 fő (2023. január 1.). Amatrice Accumoli, Campotosto, Cittareale, Cortino, Crognaleto, Montereale, Rocca Santa Maria és Valle Castellana községekkel határos.
Leginkább tésztaszószáról és a róla elnevezett tésztaételről, az amatriciana spaghettiről ismert; a hagyomány szerint a pápák számos szakácsa innen származott el. Fontos ételfélesége még a gombóc gazdagon.

## Népesség
A település népességének változása:
| Lakosok száma | 2532 | 2500 | 2251 |
|               | 2017 | 2018 | 2023 |

## Története
A kisvárost először egy 1012-ben kelt ismert okmány említi. Később a Nápolyi Királyság része volt, majd a firenzei Medici-család irányította. A Mediciek kihalása (1737) után a Habsburg Birodalomhoz került, és ezt az állapotot csak a napóleoni háborúk szakították meg rövid időre. 1859 óta az egyesült Olaszország része.

## A 2016-os földrengés
2016. augusztus 24-én hajnalban (a Richter-skálán) 6,1–6,2 erejű földrengés rázta meg a környéket;  A városkában a házak háromnegyede dőlt össze, és leomlott egyebek közt a város öt templomából legalább az egyik tornya is. Amatrice mellett több, közeli településen:
- Accumoli
- Arquata del Tronto
- Pescara del Tronto

voltak még áldozatok.